# ふれあいバス (多久市)
ふれあいバス（ふれあいバス）は、佐賀県多久市にて運行していたコミュニティバスである。
自家用自動車（白ナンバー車）による有償運送である。
祐徳バスが佐賀市と多久市を結んでいた路線を廃止したことや、昭和自動車の市内3路線が廃止されるのに伴い、運行を開始した。

## 運行概況
料金
- 中学生以上200円、小学生以下100円、乳児および保護者同伴の幼児1名は無料。
  - 回数券は200円券12枚綴り2,000円、100円券12枚綴り1,000円がある。
  - 全路線フリー定期券あり、6か月有効で10,000円。

運転日
- 日曜日および元日は全路線運休。

## 沿革
- 2003年（平成15年）9月30日：祐徳バスが佐賀市と多久市を結ぶ「東多久線」（20.3㌔）を廃止。
- 2005年（平成17年）9月30日：昭和自動車が多久市内の「西多久線」（4.8㌔）「岸川線」（3㌔）「市内循環線」（19.8㌔）を廃止。
- 2005年（平成17年）10月1日：運行開始。当時は市内循環線、東多久線、岸川線、西多久線、立山線の5路線だった。
- 2006年（平成18年）5月1日：ダイヤ改正、路線再編。循環線、東多久・岸川線、西多久線の3路線となる。
- 2010年（平成22年）3月1日：コーリー（ショッピングセンター）閉店に伴いコーリー停留所を休止。東多久・岸川線、西多久線については循環線の浦山停留所で代替。
- 2011年（平成23年）11月9日：スーパーセンターフードウェイの開店にともない、休止していたバス停を「フードウェイバス停」として再開。
- 2014年（平成26年）：路線再編。東多久立山線、西多久納所線、南多久岸川線の3路線となる[1]。
- 2024年（令和6年）12月1日：全線廃止。会員登録制・予約制オンデマンドバス「チョイソコたく」に移行[2]。

## 路線

### 2014年から廃止時まで
東多久立山線
- 多久駅北口 - 番所公民館 - 立山 - タクア - HIヒロセ - 多久駅北口 - 桜町 - 市立病院 - 桜町 - 多久駅北口 - HIヒロセ - 多久市役所 - 中多久駅前 - 東原庠舎中央校前 - 東多久公民館 - 平和町 - 東多久駅 - 羽佐間 - 石原橋
  - 3往復運行。

西多久納所線
- 平山 - 西多久公民館 - 西町 - 多久聖廟 - 市立病院 - 栄町 - 多久駅北口 - HIヒロセ - タクア - HIヒロセ - 多久市役所 - 多久原 - 東多久駅 - 東多久公民館 - 羽佐間 - 裏納所
  - 3往復運行。

南多久岸川線
- 岸川 - メイプルタウン - 多久原 - 多久市役所 - HIヒロセ - タクア - HIヒロセ - 多久駅北口 - 泉町 - 長尾 - 市立病院 - 長尾 - 上田町 - 東多久駅 - 羽佐間 - 石原橋 - 谷下 - 花祭 - 谷下 - 牟田辺公民館 - 南多久公民館
  - 3往復運行。

### 2006年から2014年まで
循環線
- 多久発着所 - 京町 - コーリー - 多久市役所 - 多久原 - 東多久 - 渋木 - 東多久駅前 - 羽佐間 - 平瀬 - 谷下 - 花祭（折返） - 谷下 - 西牟田辺 - 南多久公民館 - 長尾 - 市立病院 - 多久聖廟（折返） - 市立病院 - めぐみ町 - 多久発着所 - 立山 - 東原 - 浦山 - コーリー - 京町 - 多久発着所
  - 東回り（上記正順）3本、西回り（上記逆順）3本運行。

東多久・岸川線
- 多久発着所 - 京町 - コーリー（浦山） - 多久市役所 - 中多久駅前 - 中央中前 - 中小路 - 東多久 - 羽佐間 - 裏納所（折返） - 中小路 - 南多久公民館 - 長尾 - 市立病院（折返） - 長尾 - 中多久駅前 - 多久市役所 - 岸川（折返） - 多久市役所 - コーリー（浦山） - 京町 - 多久発着所
  - 東回り（上記正順）2本、西回り（上記逆順）3本運行。

西多久線
- 多久発着所 - 砂原 - コーリー（浦山） - 多久市役所 - 中多久駅前 - 長尾 - 市立病院 - 平山（折返） - 市立病院 - 長尾 - 梅ノ木団地前 - 多久発着所
  - 東回り（上記正順）2本、西回り（上記逆順）3本運行。

## 車両
- トヨタ・ハイエース（14人乗り）を使用している[1]。2014年の路線再編以前は循環線において日産・シビリアン（29人乗り）を使用していた。

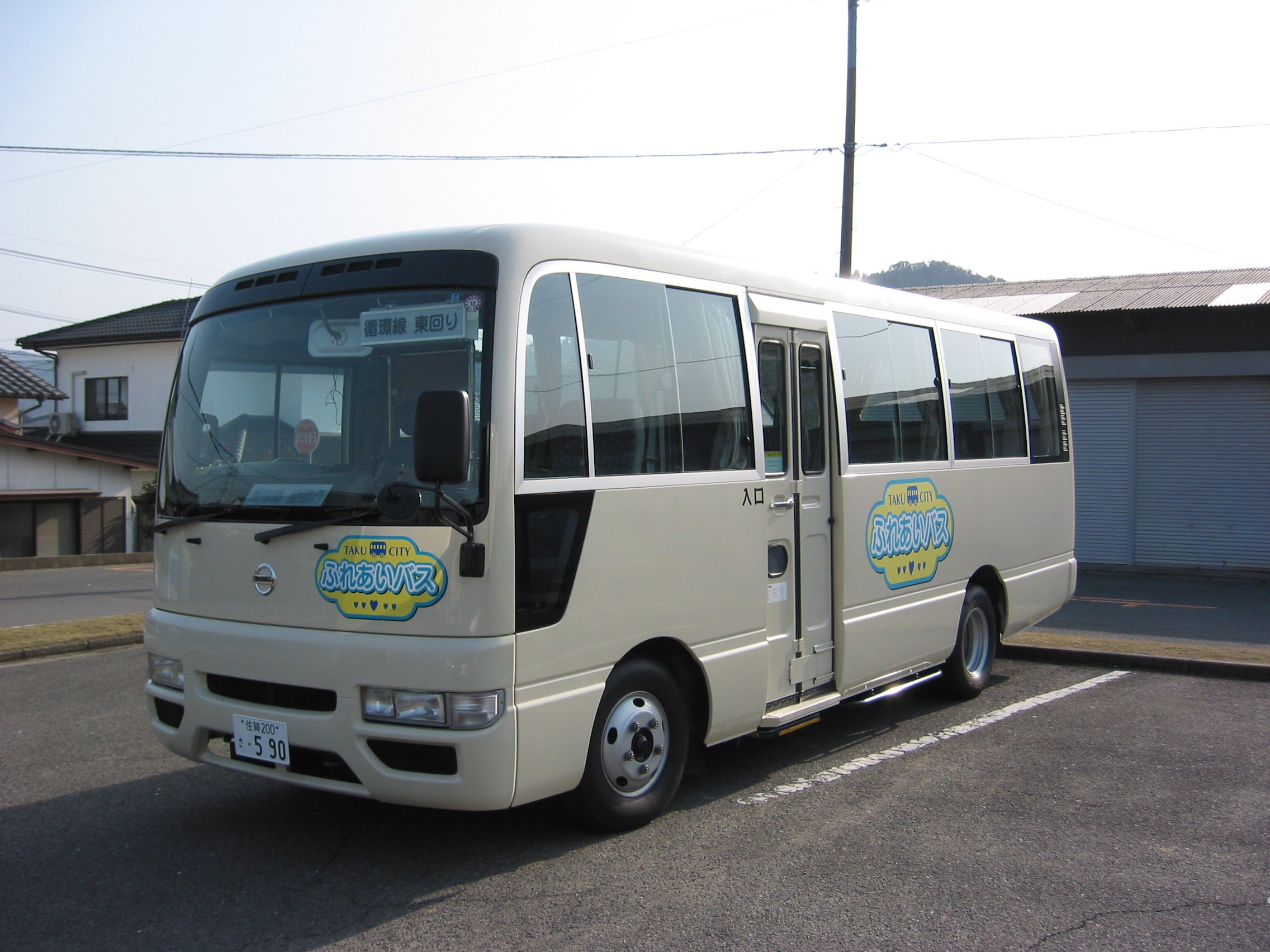
循環線の車両
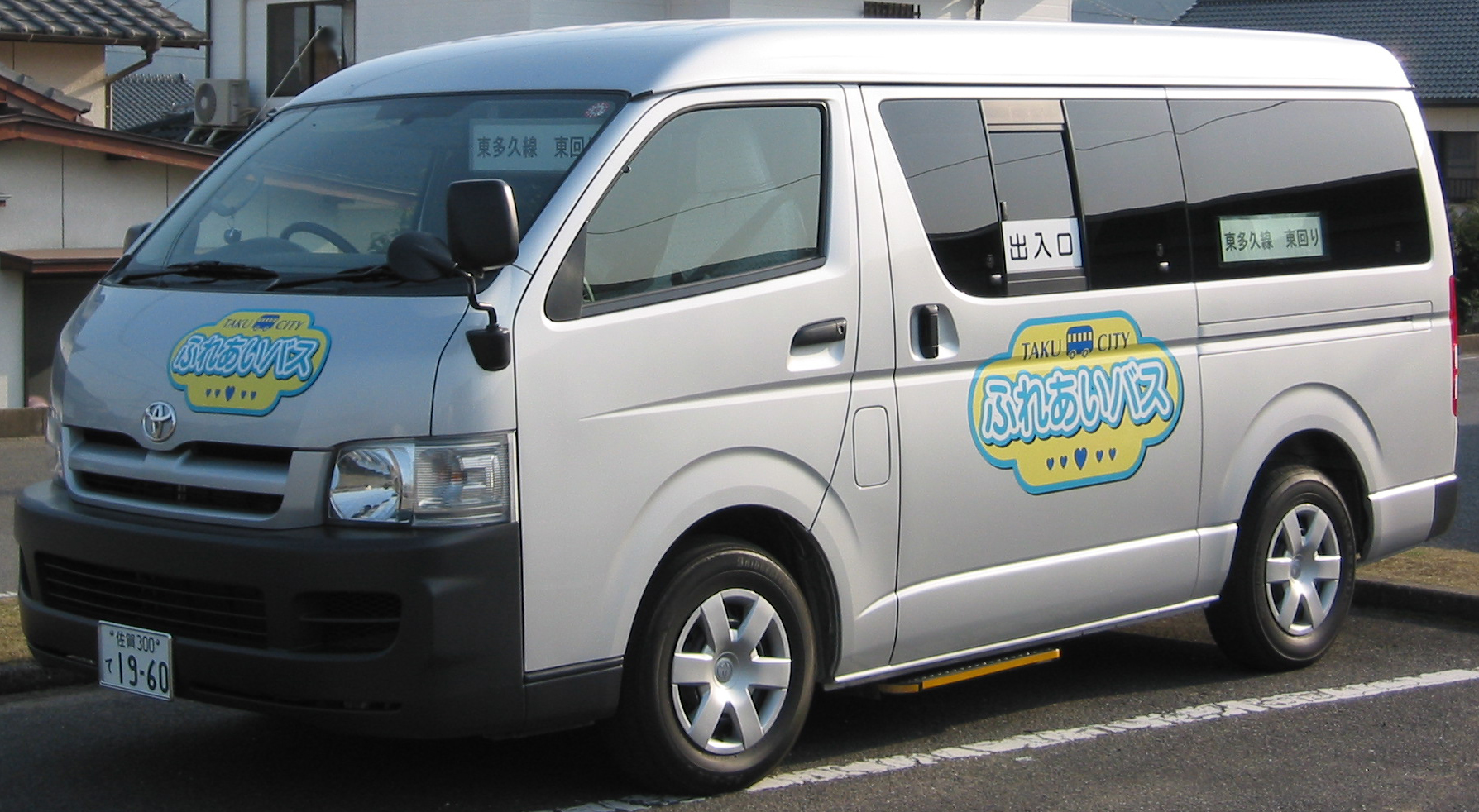
東多久線の車両
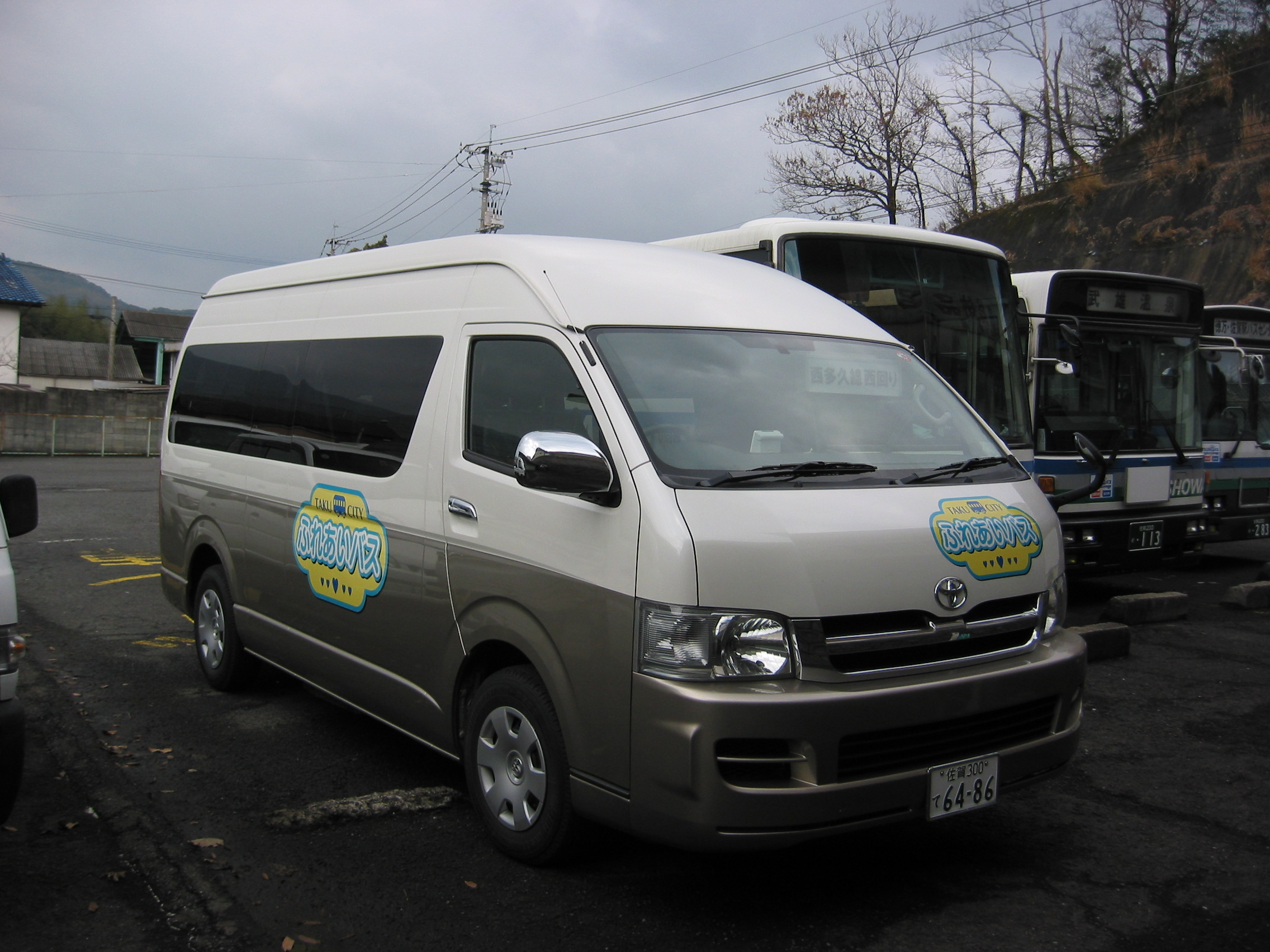
西多久線の車両